# Els jugadors
Els jugadors és una pintura (oli sobre tela) de 132 × 150,5 cm realitzada per Francesc Domingo i Segura a Barcelona el 1920, la qual es troba al Museu Nacional d'Art de Catalunya.

## Context històric i artístic
Francesc Domingo, artista vinculat a la segona generació d'artistes noucentistes, va formar part de l'Agrupació Courbet amb alguns companys que, com ell, compartien l'admiració per Paul Cézanne. Considerat un dels artistes més interessants d'aleshores, el seu allunyament de l'àmbit artístic català, primer instal·lat un temps a la Bretanya i, després de la darrera Guerra Civil Espanyola, a l'Argentina i el Brasil, va motivar un cert oblit de la seua excel·lent producció artística. Una de les obres més destacades dels seus inicis va ésser Els jugadors, datada al seu retorn d'una estada a París, i inspirada en uns jugadors de cartes que es reunien en un cafè de Caldes de Montbui. A partir d'uns apunts i dibuixos preparatoris, Domingo va treballar un parell d'anys en la pintura de manera intermitent, fent diversos canvis i modificacions. Presentada a l'Exposició d'Art de Barcelona de 1920, l'obra va obtindre elogioses crítiques.
Fou una adquisició de la col·lecció Plandiura el 1932 i el seu número del catàleg al MNAC és el 4319.

## Descripció
Amb aquest oli, Domingo introduïa una nova manera de pintar, en aquell moment innovadora respecte de la dels noucentistes, amb colors intensos i sense gradacions de tons, amb pinzellades petites i penetrants, amb una atmosfera nítida que proporciona al conjunt una sensació de placidesa, i amb una unitat de ritme entre tots els elements de la tela. El pintor oferia una visió subjectiva i personal d'una escena aparentment intranscendent, plena, però, de matisos sorprenents, fruit de la seua sensibilitat i els seus dots artístics.